# 斯普林鎮區 (阿肯色州傑佛遜縣)
斯普林鎮區（英語：Spring Township）是位於美國阿肯色州傑佛遜縣的一個行政鎮區。

## 地方資料
斯普林鎮區的面積為109.46平方千米，當中陸地面積為109.27平方千米，而水域面積為0.19平方千米。根據2010年美國人口普查的數據，當地共有人口2751人，而人口密度為每平方千米25.13人。